# Jefferson Herrera
Jefferson Herrera (Montería, Córdoba, Colombia, 20 de julio de 1992) es un futbolista colombiano. Juega como defensa central y está libre.

## Trayectoria

### Millonarios FC
Herrera está en Millonarios desde el 2010. Ha hecho el proceso de divisiones inferiores en el club albiazul. Hizo parte de la nómina que fue campeona del Campeonato Juvenil (Colombia) en el 2010.
Debutó como profesional el 30 de marzo de 2011 en el partido que Millonarios empató 1-1 con Bogotá Fútbol Club en el Estadio Luis Carlos Galán de Soacha en cumplimiento de la cuarta fecha de la Copa Colombia 2011. Ingresó en el segundo tiempo en reemplazo de Elkin Blanco.
En ese año 2011 hizo parte de la nómina de Millonarios que participó en la Copa Libertadores Sub-20 jugada en Lima, Perú.
Su debut en la Categoría Primera A fue el 30 de agosto de 2012 en el partido que Millonarios derrotó 2-0 al Real Cartagena en Cartagena por el Finalización 2012.
Herrera sufrió una grave lesión el 25 de junio de 2014 en el partido que Millonarios empató 2-2 con Equidad Seguros en cumplimiento de la primera fecha de la Copa Colombia 2014 en el Estadio El Campín.
Después de esa lesión no pudo jugar en 2015 cuando culminó su contrato con el embajador.

## Clubes
| Club        | País     | Temporadas  |
| ----------- | -------- | ----------- |
| Millonarios | Colombia | 2011 - 2015 |

## Estadísticas
| Club                      | Temporada           | Liga  | Liga  | Copa Nacional | Copa Nacional | Copa Internacional | Copa Internacional | Total | Total | Prom. · |
| Club                      | Temporada           | Part. | Goles | Part.         | Goles         | Part.              | Goles              | Part. | Goles | Prom. · |
| ------------------------- | ------------------- | ----- | ----- | ------------- | ------------- | ------------------ | ------------------ | ----- | ----- | ------- |
| Millonarios FC · Colombia | 2011                | 0     | 0     | 5             | 0             | -                  | -                  | 5     | 0     | 0,0     |
| Millonarios FC · Colombia | 2012                | 3     | 0     | 0             | 0             | -                  | -                  | 3     | 0     | 0,0     |
| Millonarios FC · Colombia | 2013                | 1     | 0     | 7             | 0             | -                  | -                  | 8     | 0     | 0,0     |
| Millonarios FC · Colombia | 2014                | 3     | 0     | 1             | 0             | -                  | -                  | 4     | 0     | 0,0     |
| Millonarios FC · Colombia | 2015                | 0     | 0     | 0             | 0             | -                  | -                  | 0     | 0     | 0,0     |
| Millonarios FC · Colombia | Total               | 7     | 0     | 13            | 0             | 0                  | 0                  | 20    | 0     | 0,0     |
| Total en su carrera       | Total en su carrera | 7     | 0     | 13            | 0             | 0                  | 0                  | 20    | 0     | 0,0     |

## Palmarés

### Campeonatos nacionales
| Título              | Club        | País     | Año  |
| ------------------- | ----------- | -------- | ---- |
| Copa Colombia       | Millonarios | Colombia | 2011 |
| Torneo Finalización | Millonarios | Colombia | 2012 |